# Agostino Cornacchini

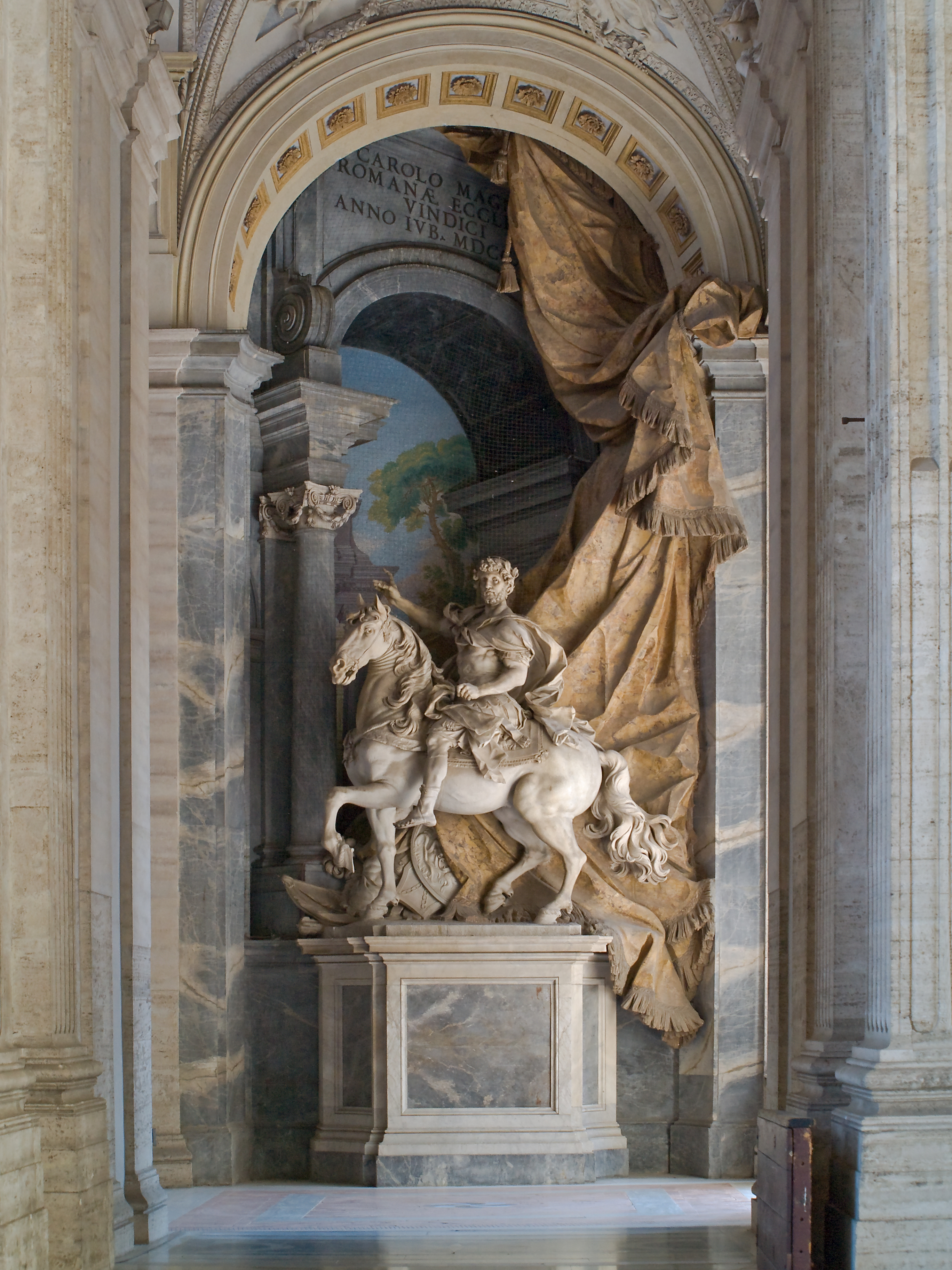
Monumento ecuestre de Carlomagno, Agostino Cornacchini (1725), basílica de San Pedro de la Ciudad del Vaticano.

Agostino Cornacchini (Pescia, 27 de agosto de 1686 - Roma, 1754) fue un pintor y escultor italiano, activo en Roma.
En 1697 se trasladó a Florencia, donde estudió con Giovanni Battista Foggini. En 1712 se fue a Roma y trabajó en la Basílica de San Pedro de la Ciudad del Vaticano, donde creó la estatua ecuestre de Carlomagno (1720-1725). Realizó otras obras en la catedral de Orvieto, en Ancona, Pistoia y la Basílica de Superga en Turín. Suyo es el busto de mármol del cardenal Luigi Omodei conservada en la nave de la basílica de Santi Ambrogio e Carlo al Corso.
El cardenal húngaro Michele Federico Althann le encargó la escultura de San Juan Nepomuceno hoy en el Puente Milvio en Roma.
En su ciudad natal, se le atribuye la escalinata de la iglesia de San Esteban y Niccolao.